# Joan Bridge
Joan Bridge (Ripley, 13 marzo 1912 – Londra, 8 dicembre 2009) è stata una costumista britannica.
Ha vinto l'Oscar ai migliori costumi insieme ad Elizabeth Haffenden nel 1966 per Un uomo per tutte le stagioni; per lo stesso film il duo ha vinto anche il BAFTA ai migliori costumi.

## Filmografia parziale
- I nomadi (The Sundowners), regia di Fred Zinnemann (1960)
- Le avventure e gli amori di Moll Flanders (The Amorous Adventures of Moll Flanders), regia di Terence Young (1965)
- Un uomo per tutte le stagioni (A Man for All Seasons), regia di Fred Zinnemann (1966)
- Citty Citty Bang Bang (Chitty Chitty Bang Bang), regia di Ken Hughes (1968)
- Il violinista sul tetto (Fiddler on the Roof), regia di Norman Jewison (1971)
- La papessa Giovanna (Pope Joan), regia di Michael Anderson (1972)
- Il giorno dello sciacallo (The Day of the Jackal), regia di Fred Zinnemann (1973)
- Giulia (Julia), regia di Fred Zinnemann (1977)
- Una strada, un amore (Hanover Street), regia di Peter Hyams  (1979)